# Dinastia heracliana
|  | No s'ha de confondre amb Heràclides (descendents d'Hèracles). |

L'anomenada dinastia heracliana va governar l'Imperi Romà d'Orient des de l'any 610 fins al 695 i des del 705 fins al 711. A aquesta dinastia van pertànyer també alguns exarques de Cartago i Ravenna. El primer personatge conegut d'aquesta dinastia va ser Heracli el Vell, probablement originari d'Armènia, que va començar la seva carrera fent la guerra contra l'Imperi Sassànida. El seu últim representant va ser Tiberi, fill i successor de Justinià II, assassinat l'any 711 quan tenia sis anys. La dinastia se situa en la transició de l'antiguitat tardana a l'edat mitjana, un període en què es va perdre el 75% del territori de l'Imperi Romà d'Orient, que va quedar reduït a un territori fonamentalment grec. Entre els fets destacats del regnat dels emperadors de la dinastia heracliana es pot parlar de l'expansió islàmica, que es va aturar a les Muntanyes del Taure a l'Asia Menor, i la colonització eslava dels Balcans, però les conseqüències d'això es van reduir mitjançant re-ubicacions obligatòries de la població.

## Emperadors de la dinastia heracliana
- Heracli, emperador de l'any 610 al 641
- Constantí III Heracli, del febrer al maig del 641
- Heraclones, del febrer al setembre del 641
- Constant II, del 641 al 668
- Mecenci usurpador, del juliol del 668 al gener del 669
- Constantí IV, del 668 al 685
- Justinià II, del 685 al 695 i del 704 al 711

Del 695 al 698 va governar Lleonci II, i del 698 al 705 Tiberi III, que no pertanyien a la Dinastia.